# 源高雅
源 高雅（みなもと の たかまさ）は、平安時代中期の貴族。醍醐源氏、三品・有明親王の孫。弾正大弼・源守清の長男。官位は従四位下・中宮亮。

## 経歴
円融朝の貞元3年（978年）左衛門佐から大蔵少輔に遷る。
一条朝にて但馬守・甲斐守・讃岐守・近江守と地方官を歴任し、位階は長保3年（1001年）に従四位下に至っている。妻（藤原親明の娘）が藤原道長室の源倫子の乳母子であり、高雅は道長の家司も務めた。長保2年（1000年）道長の娘である藤原彰子が立后すると中宮権大進（のち中宮亮）に任ぜられている。
寛弘6年（1009年）8月27日に官職を辞して翌日出家。まもなく卒去したとみられる。没年は不明だが寛弘9年（1012年）の時点では「故高雅」と書かれていた事からこの年には没していた。
子女達に恵まれ、娘の1人の公子は道長次男の藤原頼宗の妾妻となって基貞を産み、懿子は道長の六男の藤原長家の後妻となり藤原定家の曽祖父である忠家等を生んでいる。

## 官歴
- 時期不詳：左衛門佐
- 貞元3年（978年） 10月17日：大蔵少輔、去左衛門佐[2]
- 長保2年（1000年） 2月25日：兼中宮権大進（藤原彰子立后）[3]
- 時期不詳：甲斐守[4]
- 長保3年（1001年） 10月10日：従四位下[4]
- 長保4年（1002年） 7月16日：見前甲斐守[3]
- 寛弘元年（1004年） 3月4日：見讃岐守[5]
- 寛弘2年（1005年） 2月7日：見中宮亮[3]
- 寛弘4年（1007年） 日付不詳：去讃岐守[6]
- 寛弘5年（1008年） 10月17日：見中宮亮兼近江守[5]
- 寛弘6年（1009年） 8月27日：辞官[3]。8月28日：出家[3]

## 系譜
- 父：源守清
- 母：藤原清正の娘
- 妻：藤原親明の娘 - 中宮・藤原彰子の乳母
  - 男子：源行任
  - 女子：藤原経通室
  - 女子：藤原経通後室
- 妻：藤原基子（藤原親明の娘） - 後一条天皇の乳母、従三位
  - 男子：源保任[7]
  - 男子：源章任
  - 男子：源基任
  - 女子：源公子 - 藤原頼宗室[8]
  - 女子：源懿子（院典侍） - 藤原頼明室、のち藤原長家後室[8][9]
- 生母不詳の子女
  - 男子：源親雅（983-?）[10]
  - 男子：雅円
  - 女子：藤原兼房室